# Gabriel Marcel

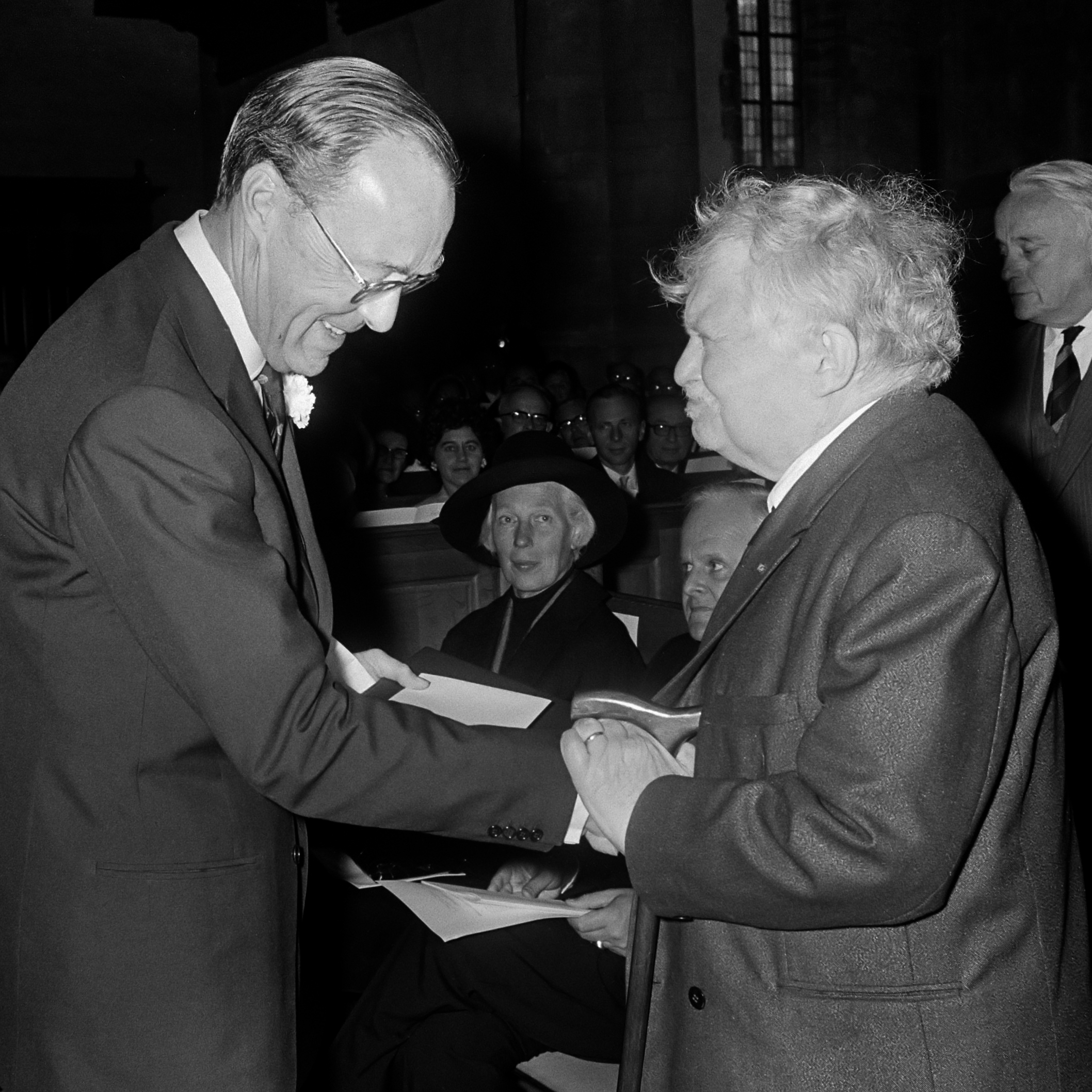
Gabriel Marcel (höger) (1969)

Gabriel Marcel, född 7 december 1889 i Paris, död 8 oktober 1973 i Paris, var en fransk filosof och författare.

## Biografi
Marcel, som först inspirerats av idealismen och i synnerhet nyhegelianismen, blev senare den som gav existentialismen dess form. Marcel som konverterade från judendom till katolicismen 1929, undervisade i filosofi vid flera lärosäten och var även skönlitterär och dramatisk författare.
Som kristen existentialist hade Marcel också beröringspunkter med Kierkegaard. Sina tankar har han bl. a. framfört i skådespel som Un homme de Dieu (1925). 